# Ulla-Britta Lagerroth
Siv Ulla-Britta Lagerroth, född Holmström den 19 oktober 1927 i Malmö, död 8 december 2021 i Lund, var en svensk professor i litteraturvetenskap vid Lunds universitet.
Lagerroth blev filosofie doktor i litteraturhistoria 1963 och utnämndes till professor 1982. Hon var gift med Erland Lagerroth från 1949 till dennes död 2016.
Ulla-Britta Lagerroth har bland annat skrivit böcker om Selma Lagerlöf, Per Lindberg och Johannes Edfelt samt var medförfattare i det nationella projektet "Teater i Sverige". Lagerroth var praeses agens (ordförande= i samfundet Societas Ad Sciendum 1996–1997.

## Utmärkelser, ledamotskap och priser
- Ledamot av Vetenskapssocieteten i Lund (LVSL, 1970)[6]
- Schückska priset (1994)
- Mårbackapriset (2000)